# شورش تایرا نو ماساکادو

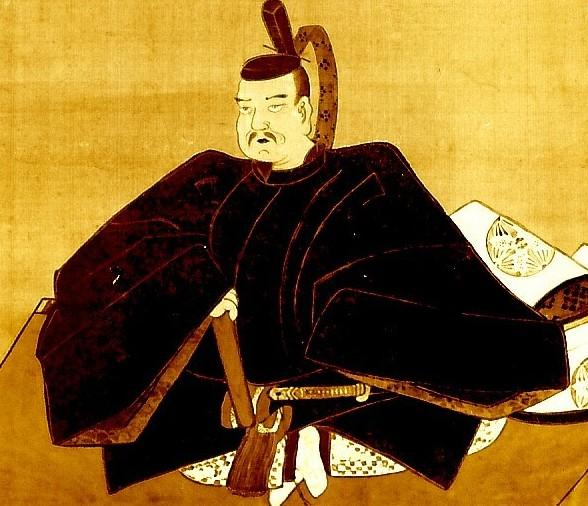
نمایی از پرترهٔ «تایرا نو ماساکادو»، که قبلا در معبد تسوکودو، واقع در چیودا-کو، توکیو نگهداری می‌شد. تابلوی اصلی در سال ۱۹۴۵ از بین رفته‌است.

شورش تایرا نو ماساکادو، شورش تنگیو (به ژاپنی: 天慶の乱 Tengyō no Ran) شورش جوهی-تنگیو نام یک درگیری کوتاه مدت قرون وسطایی ژاپنی است که در آن تایرا نو ماساکادو علیه دولت مرکزی شورش کرد. وی پس از ۵۹ روز شکست خورد و در ۲۵ مارس ۹۴۰ میلادی سر بریده شد.